# Языково (Владимирская область)
Языково — село в Судогодском районе Владимирской области, входит в состав Андреевского сельского поселения.
Село Языково находится в 23 км на восток от Судогды и в 66 км от Владимира.

## История
В XVI столетии село принадлежало старинному дворянскому роду Языковых, отсюда его название.
По писцовым книгам 1643 года — село Языково было старинной вотчиной Степана Петровича Навалкина. В 1648 году Языково значится в вотчине постельничего Михаила Алексеевича Ртищева, а в 1653 году — в вотчине Крутицкого митрополита.
Ставшее казённым селением Языково оказалось центром целой волости со своей администрацией (правлением) и судом. С давних времен на юго-западной окраине села находился деревянный Никольский храм. Он несколько раз горел, но всякий раз отстраивался заново. Последний подобный пожар произошёл 28 ноября 1906 года. Деревянный храм, отстроенный после этого, сохранился в полуразрушенном виде.
В Языкове существовала церковно-приходская школа, в ней был 21 ученик.
До революции село в составе Ликинской волости Судогодского уезда. Население в 1859 году — 231 чел.
В 1932 году был арестован священник Павел Янов, в 1936 году — Димитрий Левкоев, а в 1937 году — священник Василий Третьяков. Димитрий Левкоев был репрессирован, погиб в заключении, а в 2000-м был причислен к лику святых как священномученик.
В 1930-е годы в селе был создан колхоз «Рассвет», который после распада СССР прекратил существование.
В 1996 году в Языкове произошёл масштабный пожар, уничтоживший 15 домов и 10 отдельно стоящих бань.

## Население
| 1859 | 1905 | 1926 | 2002 | 2010 | 2021 |
| ---- | ---- | ---- | ---- | ---- | ---- |
| 231  | ↗440 | ↗523 | ↘60  | ↘48  | →48  |